# 美しい日本のむら景観百選
美しい日本のむら景観百選（うつくしいにほんのむらけいかんひゃくせん）は、農村地域の活性化を目的として農林水産省が1991年度（平成3年度）に選定した農村としての美しい景観の百選。農村景観百選とも呼ばれる。
百選と名づけられているが、実際に選定されたのは89件である。また、1992年度（平成4年度）以降には、同様の趣旨で美しい日本のむら景観コンテストが開催されている。

## 美しい日本のむら景観百選一覧
1. 北海道富良野市（麓郷）
2. 北海道東川町（東川）
3. 北海道美瑛町（美瑛）
4. 北海道清里町（清里）
5. 北海道中標津町（北開陽）
6. 青森県岩木町（宮地） 現・弘前市
7. 青森県尾上町（八幡崎） 現・平川市
8. 青森県南郷村（泥障作） 現・八戸市
9. 岩手県胆沢町（南都田） 現・奥州市
10. 宮城県蔵王町（蔵王）
11. 秋田県仁賀保町（伊勢居地） 現・にかほ市
12. 秋田県由利町（南由利原） 現・由利本荘市
13. 秋田県東成瀬村（岩井川）
14. 山形県長井市（平野）
15. 山形県南陽市（赤湯）
16. 山形県金山町（金山）
17. 福島県大玉村（小姓内）
18. 福島県新地町（中島）
19. 福島県鹿島町（南屋形） 現・南相馬市
20. 茨城県水府村（御所内） 現・常陸太田市
21. 群馬県館林市（多々良）
22. 埼玉県本庄市（都島）
23. 埼玉県久喜市（所久喜）
24. 埼玉県蓮田市（上平野）
25. 千葉県大多喜町（上原）
26. 東京都青梅市（今寺、藤橋）
27. 神奈川県相模原市（田名）
28. 神奈川県伊勢原市（子易）
29. 新潟県岩室村（夏井） 現・新潟市西蒲区
30. 新潟県津南町（結東）
31. 新潟県高柳町（荻ノ島） 現・柏崎市
32. 富山県平村（相倉） 現・南砺市
33. 石川県小松市（日用）
34. 福井県宮崎村（宮崎） 現・越前町
35. 福井県越前町（梨小ヶ平）
36. 山梨県都留市（十日市場）
37. 山梨県上九一色村（富士ヶ嶺） 現・富士河口湖町
38. 山梨県忍野村（内野）
39. 長野県富士見町（立沢）
40. 岐阜県加子母村（小郷） 現・中津川市
41. 岐阜県白川村（萩町）
42. 静岡県富士宮市（西富士）
43. 静岡県湖西市（山口）
44. 静岡県菊川町（富田） 現・菊川市
45. 愛知県安城市（明治用水）
46. 三重県御浜町（阿田和）
47. 滋賀県五個荘町（金堂） 現・東近江市
48. 滋賀県甲良町（下之郷）
49. 京都府京都市（北嵯峨）
50. 京都府亀岡市（千歳）
51. 京都府丹後町（袖志） 現・京丹後市
52. 大阪府能勢町（大里）
53. 奈良県明日香村（稲渕）
54. 和歌山県桃山町（元） 現・紀の川市
55. 和歌山県かつらぎ町（四郷）
56. 和歌山県清水町（西原） 現・有田川町
57. 鳥取県東郷町（東郷池） 現・湯梨浜町
58. 鳥取県岸本町（大原千町） 現・伯耆町
59. 鳥取県淀江町（高井谷） 現・米子市
60. 島根県斐川町（黒目） 現・出雲市
61. 岡山県総社市（三須作山）
62. 広島県東広島市（吉川）
63. 広島県戸河内町（寺領） 現・安芸太田町
64. 山口県田布施町（砂田）
65. 山口県平生町（名切）
66. 山口県むつみ村（伏馬） 現・萩市
67. 徳島県日和佐町（赤松） 現・美波町
68. 香川県豊浜町（豊浜） 現・観音寺市
69. 愛媛県宇和島市（遊子）(遊子水荷浦の段畑)
70. 愛媛県中山町（栃谷） 現・伊予市
71. 愛媛県中山町（高岡）
72. 愛媛県内子町（石畳）
73. 高知県梼原町（神在居）
74. 福岡県苅田町（等覚寺）
75. 佐賀県東脊振村（下石動） 現・吉野ヶ里町
76. 佐賀県小城町（江里山） 現・小城市
77. 佐賀県呼子町（加部島） 現・唐津市
78. 長崎県小浜町（木指） 現・雲仙市
79. 長崎県厳原町（椎根） 現・対馬市
80. 熊本県阿蘇町（小野田） 現・阿蘇市
81. 熊本県矢部町（白糸） 現・山都町
82. 大分県緒方町（上自在） 現・豊後大野市
83. 宮崎県国富町（高田原）
84. 宮崎県西郷村（峰） 現・美郷町
85. 宮崎県日之影町（戸川）
86. 鹿児島県喜界町（蒲生）
87. 沖縄県伊平屋村（我喜屋）
88. 沖縄県竹富町（大富）
89. 沖縄県竹富町（竹富）

（注）市町村名は選定当時のものであり、現在はいわゆる平成の大合併によって異なる市町村となっているものが多数ある。